# 야마구치 마나미
야마구치 마나미(일본어: 山口愛実, 1984년 3월 31일 ~ )는 일본의 연예인, 그라비아 아이돌이다. 2001년 코단샤의 발행 잡지 《핫도그 프레스》에서 개최되던 "핫도그 프레스 드림걸즈"에서 준그랑프리를 수상하며 데뷔했다. 2009년 4월, 에비스 마스캇츠의 멤버로 가입되었고 2013년 그룹이 해체될 때까지 활동했다. 현재 소속사는 AVILLA이다.